# Сапатера (вулкан)
Сапате́ра (ісп. Zapatera) — щитовий вулкан, що лежить у південній частині Нікарагуа. Вулкан утворює однойменний острів Сапатера, що розташований у північно-західній частині озера Нікарагуа. Згідно з даними Global Volcanism Program, вулкан має 629 м заввишки. Острів Сапатера разом із вулканом належить до 78 природоохоронних зон Республіки Нікарагуа.  